# مرسوم فونتينبلو

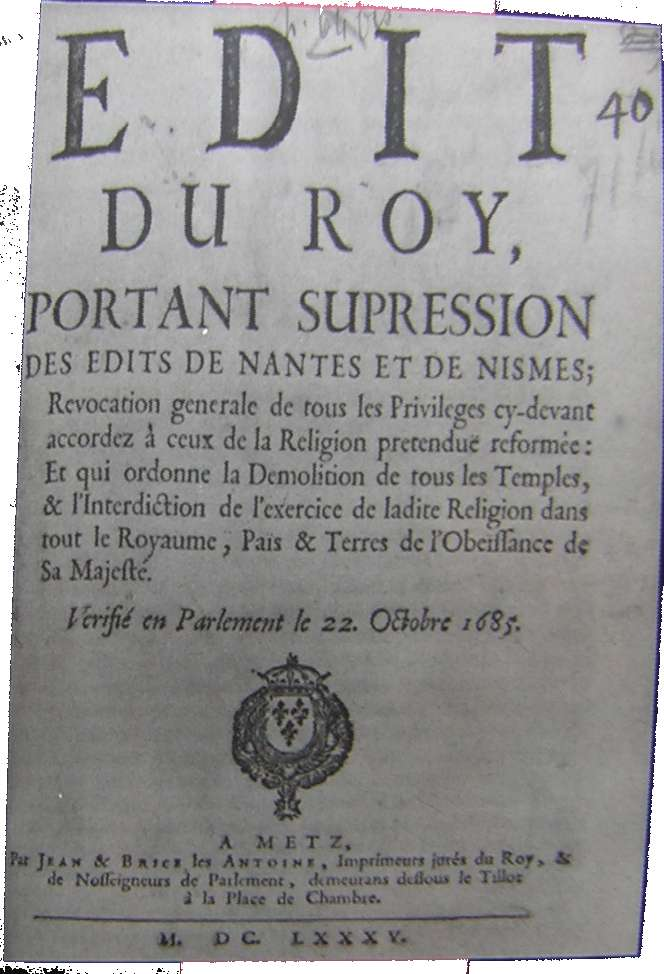

مرسوم فونتينبلو (بالفرنسية: Édit de Fontainebleau) هو مرسوم أصدره لويس الرابع عشر ملك فرنسا في 22 أكتوبر عام 1685. عرف هذا المرسوم أيضا باسم المرسوم الملغي لمرسوم نانت.

## نتائج إلغاء مرسوم نانت
يُشبِّه العديد من المؤرخين مرسوم إلغاء مرسوم نانت بمرسوم الحمراء الصادر عام 1492 والقاضي بطرد اليهود من إسبانيا.